# Ostracoberyx
Ostracoberyx ist eine Gattung kleiner, barschverwandter Meeresfische. Sie kommen meist in Meeresbodennähe im westlichen Pazifik und im nördlichen und östlichen Indischen Ozean von Sansibar, Tansania und Madagaskar bis zum südlichen Japan und östlichen Australien in Tiefen von 250 bis 710 Metern vor.

## Merkmale
Ostracoberyx-Arten werden 8 bis 23 Zentimeter lang. Sie sind relativ hochrückig und ähneln den Schleimköpfen (Berycidae) der Gattung Beryx (engl. Alfonsinos), weshalb sie im englischen Shellskin alfonsinos genannt werden. Die Schuppen sind klein, rau und in die Haut eingebettet. Die oberen Schädelknochen sind sehr massiv und bilden eine Art Helm um den Kopf. Weitere Schutzfunktionen übernehmen ein
großer nach hinten gerichteter Stachel, der auf dem Unterteil des Vorkiemendeckels sitzt und die starken Flossenstacheln in der ersten Rückenflosse, der Afterflosse und den Bauchflossen. Ostracoberyx-Arten haben 25 Wirbel.

## Systematik
Die Gattung Ostracoberyx wurde in der Vergangenheit den Schleimkopfartigen (Beryciformes), den Sägebarschen (Serranidae) und den Pomatomidae zugeordnet. Gegenwärtig steht sie allein in der Familie Ostracoberycidae.
Für Ostracoberyx dorygenys wurde in einem späten Stadium der Larvalentwicklung ein hochrückiges und großköpfiges, mit zahlreichen Stacheln versehenes “Tholichthys”-Stadium festgestellt, wie es auch bei Falterfischen (Chaetodontidae) und Argusfischen (Scatophagidae) vorkommt.

## Arten
Es gibt drei Arten:
- Ostracoberyx dorygenys Fowler, 1934
- Ostracoberyx fowleri Matsubara, 1939
- Ostracoberyx paxtoni Quéro & Ozouf-Costaz, 1991